# Pange lingua
Pange lingua (slov. dobesedno ‚Opevaj, jezik‘ oz. v uveljavljenem prevodu ‚Jezik moj, skrivnost opevaj‘) so začetne besede in s tem naslov pesmi, ki jo je v latinskem jeziku napisal sv. Tomaž Akvinski za bogoslužje slovesnega praznika Svetega Rešnjega Telesa in Krvi l. 1264. Takrat je namreč papež Urban IV. uvedel ta praznik za celotno katoliško Cerkev, sv. Tomažu pa pripisujejo vse z njim povezane speve, kot so še Panis angelicus, Adoro te devote, Verbum supernum prodiens in pesem slednica Lauda Sion. Pri pesnitvi Pange lingua se je sv. Tomaž navdihoval ob istoimenskem spevu, ki ga je približno 700 let prej napisal Venantius Fortunatus v čast sv. križu. 
Pesem Pange lingua Tomaža Akvinskega izraža vero v realno navzočnost Kristusovega telesa in krvi v posvečenem kruhu in vinu. Poje se predvsem na veliki četrtek in za praznik Svetega Rešnjega Telesa in Krvi. Zadnji dve kitici Tantum ergo in Genitori (slov. ‚V Zakramentu  vse svetosti‘ in ‚Tebi, Oče, z ljubim Sinom‘) se uporabljata tudi sicer pri češčenju sv. Evharistije oz. pri blagoslovu z Najsvetejšim. Latinsko besedilo se navadno poje po koralnem napevu, slovenski prevod pa največkrat po istem koralnem napevu ali po melodiji Angelika Hribarja.

## BesediloPange lingua
| Latinsko | Slovensko |
| --- | --- |
| Pange, lingua, gloriosi Corporis mysterium, Sanguinisque pretiosi, quem in mundi pretium fructus ventris generosi Rex effudit Gentium. Nobis datus, nobis natus ex intacta Virgine, et in mundo conversatus, sparso verbi semine, sui moras incolatus miro clausit ordine. In supremae nocte coenae recumbens cum fratribus observata lege plene cibis in legalibus, cibum turbae duodenae se dat suis manibus. Verbum caro, panem verum verbo carnem efficit: fitque sanguis Christi merum, et si sensus deficit, ad firmandum cor sincerum sola fides sufficit. Tantum ergo Sacramentum veneremur cernui: et antiquum documentum novo cedat ritui: praestet fides supplementum sensuum defectui. Genitori, Genitoque laus et jubilatio, salus, honor, virtus quoque sit et benedictio: procedenti ab utroque compar sit laudatio. Amen. | Jezik moj, skrivnost opevaj: Rešnje Jezusa telo, dragoceno kri prelito, ki je svet odkupljen z njo. Sin je Matere presvete Kralj, ki rešil je zemljo. Iz brezmadežne Device se v rešenje nam rodi, seme Božje blagovesti seje vse življenja dni: z delom čudežne modrosti tek življenja dovrši. Z brati pri večerji zadnji spolni zakoniti red; po obedu sam postane jagnje, ki rešuje svet; z lastnimi rokami daje dvanajsterim sebe v jed. On, ki večna je Beseda, nov obred nam podeli, ko z besedo kruh in vino spremeni v Telo in Kri. Ne zaznajo tega čuti, vera nas dovolj uči. V Zakramentu vse svetosti počastimo Jezusa, v novi daje nam skrivnosti Kruh življenja večnega; v naših čutov pa slabosti živa vera luč nam da. Tebi, Oče, z ljubim Sinom, čast pojo naj vse stvari; Svetega Duha enako naj slavé jeziki vsi. Troedinemu naj Bogu, slava vekomaj doni. Amen. |

## Povezave
- ‚Pange lingua‘ zapeta po gregorijanskem napevu